# Maurice Le Roux
Pour les articles homonymes, voir Le Roux et Maurice Leroux (homonymie).
Œuvres principales
- Le Cercle des métamorphoses (1954)
- Un koan (1973)

Maurice Le Roux est un chef d'orchestre, compositeur, musicologue et producteur de télévision français né le 6 février 1923 à Paris 8e et décédé le 19 octobre 1992 à Avignon.
Il a été un acteur influent du monde musical de sa génération et a notamment milité pour la reconnaissance par le public de la musique contemporaine.

## Biographie

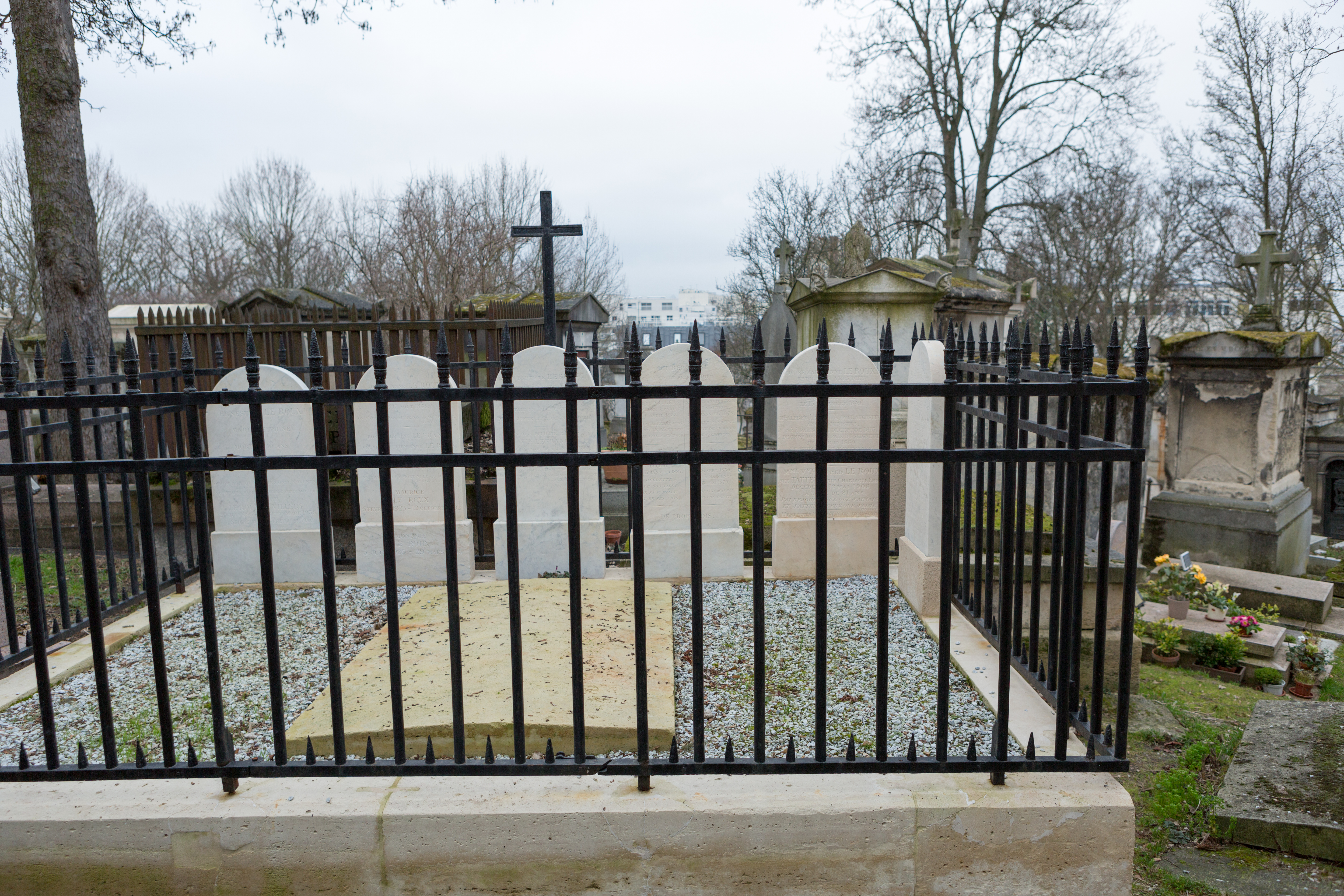
Tombe au cimetière du Père-Lachaise.

Maurice Le Roux est issu d'une famille de banquiers et d'hommes politiques, fils d'Alfred Le Roux 1886-1938, secrétaire général de l'Union pour le crédit à l'industrie nationale (UCINA), et de Marguerite de Bousquet. Son grand-père, Paul Le Roux, a été député puis sénateur de la Vendée. Son arrière grand-père, Alfred Le Roux, a été ministre de l'Agriculture et du Commerce sous Napoléon III.
Il effectue ses études musicales entre 1944 et 1952 au Conservatoire de Paris, où il est avec Pierre Boulez l'élève  d'Olivier Messiaen et de René Leibowitz.
Il travaille le piano avec Isidore Philipp et Yves Nat, la direction d'orchestre avec Louis Fourestier et l'analyse avec Olivier Messiaen.
Puis, il se tourne vers René Leibowitz, qui l'initie au dodécaphonisme, et reçoit les conseils du chef d'orchestre Dimitri Mitropoulos.
Il commence une double carrière de compositeur et de chef d'orchestre à la fin des années 1940. À partir de 1951, il travaille avec Pierre Schaeffer au studio de musique concrète de la RTF.
Il obtient un premier prix de direction d'orchestre avec Louis Fourestier en 1952.
Directeur de l'Orchestre national de l'ORTF de 1960 à 1967, il devient ensuite conseiller artistique de l'Opéra de Paris (1969-1973), puis inspecteur général à la direction de la musique du ministère de la Culture (1973-1988).
Chef d'orchestre innovant, il dirige la première exécution intégrale en France de l'Orfeo (1955) et révèle également les Vêpres de la Sainte Vierge de Monteverdi (1959).
Il dirige à l'Opéra de Paris Don Giovanni de Mozart, dont il rénove l'exécution à partir d'une lecture scrupuleuse de la partition originale.
Il est le premier en France à diriger la version originale de Boris Godounov de Moussorgski, ouvrage qui le fascine et pour lequel il militera toute sa vie.
Il fait connaître les œuvres des compositeurs de l'école de Vienne (Webern, Schönberg), dont il analyse les œuvres en public, et celles de ses contemporains : Varèse, Xenakis, Stockhausen, Betsy Jolas, Vinko Globokar, etc.
Il dirige la première exécution en France (1953) du Réveil des oiseaux et le premier enregistrement de la Turangalîla-Symphonie d'Olivier Messiaen.
Il fut aussi producteur d'une série d'émissions de télévision, Arcana (1968-1981), administrateur de la Société de Télévision TF1 (1975-1978) et de Radio-France (1987-1990), et conseiller musical de FR3 (1978-1981).
Il présida la Fédération nationale de musique électroacoustique et fut aussi vice-président de la fondation Sacem.
On lui doit notamment des musiques de scène et de films, ce qui lui valut d'être membre du jury du Festival de Cannes en 1960. Il a composé également, en 1944, la marche de la 2e division blindée.
Il est inhumé au cimetière du Père-Lachaise (35e division).

## Compositions
- Meaulnes
- Nocturne
- Dédicace pour piano
- L’Oiseleur, piano et chant d’après Michel de Saint-Pierre.
- Glu et Gli, chœur a cappella d’après Henri Michaux.
- Les Contes du Chat Perché d’après Marcel Aymé.
- 2 pièces dodécaphoniques (« pour novembre, pour avril ») pour piano, 1945/46[2].
- Sonate pour piano, 1946.
- Danses pour les morts qui vivent, 1947.
- Deux Mimes pour orchestre, 1947
- Trois Psaumes de Patrice de La Tour du Pin, pour chœur a cappella, 1948.
- Cahier d'inventions pour piano, 1948.
- Inventions à deux voix, 1948.
- Sonatine pour piano, 1948.
- Le Petit Prince d’après Saint-Exupéry, 1949.
- Accord imparfait, suite d’orchestre, 1951.
- Trois pièces lyriques pour piano, 1951.
- Trois visages pour flûte, trompette et piano, 1951.
- Au Pays de la Magie, six poèmes d'Henri Michaux, pour soprano et piano, 1953.
- Le Désert des Tartares d'après Dino Buzzati, 1953.
- Le Cercle des métamorphoses, poème symphonique, Choudens, 1954.
- Simplicius Simplicimus, 1954.
- Divertimento pour Mozart, 1956.
- Sable, 1956.
- Le Château d'après Kafka, 1957.
- Jules César d'après Shakespeare, 1960.
- Variations brèves pour orchestre, 1970.
- Un Koan, poème symphonique, Salabert, 1973.

Et aussi
- Marche officielle de la 2e DB (remaniée par les capitaines Dupré et Clowez), 1944.
- 14 chansons pour Nicole Louvier, 1946.

## Direction d'orchestre
De 1952 à 1979, Maurice Le Roux a dirigé 213 concerts dans le monde entier. Il a notamment accompagné l'orchestre national de l'ORTF lors de tournées au Japon et aux États-Unis.

## Discographie
- Monteverdi, Vespro della beata vergine, avec Alfred Deller Consort, les chœurs et la maîtrise de l'ORTF, l'orchestre national de l'ORTF, 2 CD Adès, 1988 (enregistré en 1967).
- Ravel, Boléro / Pavane pour un Infante Défunte / Alborado del Gracioso / Valses Nobles et Sentimentales, orchestre national de l'ORTF, Festival, 1960.
- Messiaen, Turangalîla-Symphonie, pour piano, ondes Martenot et orchestre, avec Yvonne et Jeanne Loriod, l'orchestre national de l'ORTF, Universal Music division classique, Vega, 1961. Grand prix du disque Académie Charles-Cros.
- Le Roux, Le Petit Prince (de Saint-Exupéry), grand orchestre de Radio Luxembourg, Gérard Philipe, Georges Poujouly, Festival, 1954. Grand prix du disque Académie Charles-Cros.
- Mozart, Petite Musique de nuit, orchestre des concerts Lamoureux (13. sérénade en sol majeur), Fontana, 1958.
- Honneger, Antigone (de Jean Cocteau d’après Sophocle), orchestre national de l'ORTF, Ina Bourg, 1960.
- Prokofiev, Concerto 4 pour la main gauche avec Georges Bernand + Suite Scythe, orchestre philharmonique de l'ORTF, Vega, 1961.
- Xenakis, Metastasis, Pithoprakta, Eonta, orchestre national de l'ORTF, Le Chant du Monde, 1966. Grand prix du disque Académie Charles-Cros.
- Le Roux, Un Koan, orchestre philharmonique de l'ORTF, direction Maurice Le Roux ; Le cercle des métamorphoses, orchestre philharmonique de l'ORTF, direction Maurice Le Roux ; Inventions à deux voix, avec Michel Beroff, piano ; Au pays de la magie, avec Jean-Christophe Benoît, baryton, et Georges Pludermacher, piano. Adès, 1974. Inédits ORTF 995 045, catalogue en ligne de la Bibliothèque nationale de France.

## Filmographie

### Comme compositeur de musique de films
- 1946 : Choupinet au paradis
- 1949 : Le Troubadour de la joie
- 1953 : Crin-Blanc
- 1954 : La Mer sera haute à 16h
- 1955 : Les Mauvaises Rencontres
- 1956 : Les Possédées
- 1956 : Le Ballon rouge
- 1956 : Le Salaire du péché
- 1957 : Amère Victoire
- 1958 : Le Piège
- 1958 : Cette nuit-là
- 1958 : Les Mistons
- 1958 : Broadway by light
- 1960 : Présentation ou Charlotte et son steak
- 1961 : Les Mauvais Coups
- 1962 : Vu du pont
- 1963 : Le Petit soldat
- 1966 : Martin Soldat
- 1967 : La Bien-aimée
- 1968 : La Chamade
- 1970 : Baltagul
- 1973 : Kamouraska
- 1974 : Contes immoraux
- 1979 : Les Jardins secrets (série Cinéma 16)
- 1981 : Un étrange voyage
- 1982 : La Guérilléra
- 1984 : Mademoiselle Clarisse

### Comme producteur de télévision
- Arcana connaissance de la musique, 92 émissions de 52 minutes, 1968 à 1981.

## Publications
- Introduction à la musique contemporaine, préface de Claude Delvincourt, Paris, éditions du Grenier à sel, 1947, 133 p.
- Claudio Monteverdi, préface de Roland-Manuel, collection Les grands musiciens, Paris, éditions du Coudrier, 1951, 195 p.
- La bataille de Pelléas et Mélisande, In Claude Debussy, collection Génies et Réalités, Hachette, 1972.
- Jouer de l’orchestre, In Hector Berlioz, collection Génies et Réalités, Hachette, 1973.
- La Marseillaise, In La Revue des Deux Mondes.
- La Musique, encyclopédie collective, éditions Retz, 1979.
- Moussorgski, Boris Godounov, collection Les grands opéras, Paris, éditions Aubier-Montaigne, 1980, 221 p.

## Anecdotes
Membre du jury du Festival de Cannes en 1960, il soutient avec détermination l'attribution du Prix du Jury à L'avventura de Michelangelo Antonioni.
Il fut aussi invité par Jacques Chancel dans les émissions "Radioscopie" (15/01/1976) et le Grand Échiquier, ainsi que l'"Invité du Dimanche" dans les années 1960.
Le festival de la Rochelle lui consacra une journée "Carte blanche".
Outre ses relations dans le monde de la musique, il fut l'ami de Georges Pompidou, Olivier Guichard, Peter Ustinov, Henri Michaux et de nombreuses autres personnalités artistiques, intellectuelles et politiques de son époque.